# Флаг Квинсленда

Флаг губернатора штата

Флаг Квинсленда в текущем виде был разработан Вильямом Хеммантом — Секретарем Казначейства Квинсленда в 1876 году. Первоначальный вариант флага был основан на Юнион Джеке с изображенной короной королевы Виктории на фоне мальтийского креста голубого цвета. В данный момент этот флаг является флагом Губернатора штата.
Дизайн флага был изменён по требованиям жителей штата. После смерти королевы Виктории корона была заменена на мальтийский крест.